# Nathella
Nathellidae
Famille
Genre
Nathella, unique représentant de la famille des Nathellidae, est un genre de Ciliés de l’ordre des Clevelandellida.

## Étymologie
Le nom de Nathella a été donné probablement en hommage à une personne du nom de Nath, collaborateur ou confrère de Singh, dont on ne sait rien.

## Description
D’après Singh, le genre Nathella se présente avec une longue rangée de minuscules membranelles ciliaires le long du sillon vestibulaire et des trichocystes en forme de croissant le long du bord gauche du sillon ainsi que dans le cytoplasme.
Les trichocystes peuvent être extrudés (éjectés) ; ils peuvent être identifiés dans l'intestin de l'hôte à l’état libre. 
Corliss (1979) a provisoirement placé Nathella parmi les hétérotriches en raison de l'étendue des membranelles. Comme beaucoup d'hétérotriches, ce sont de grands ciliés, mesurant en moyenne plus de 200 μm de longueur, et couverts de nombreuses rangées longitudinales de cils.

## Habitat et répartition
Nathella a été découvert dans une rivière d'Inde, dans l'intestin du poisson chat Mystus cavasius (en) (famille des Bagridae).

## Liste des espèces
D'après l'Index to Organism Names (consulté le 13 novembre 2023) :
- Nathella kumarii Singh, 1953
- Nathella rayii Singh, 1953[1]

## Systématique
Le genre, ses deux espèces et sa famille monogénérique ont été décrits en 1953 par Singh (d).
John Corliss considère que Nathellidae est synonyme des familles suivantes : Nicollellidae, Pycnotrichidae, Pycnothricidae et il inclut le genre Nathella dans les Pycnotrichidae Poche, 1913.

### Publication originale
- (en) M. Singh, « Studies on the Protozoa of Indian fishes. I. The morphology and the systematic position of the ciliates inhabiting the intestine of fish Mystus cavasius (Hamilton) », Research Bulletin of the East Panjab University, no 35,‎ 1953, p. 117-138 (ISSN 0555-7623)